# N18 (Niger)
Die N18 oder RN18 ist eine hochrangige Straße vom Typ Nationalstraße (französisch route nationale) in der Region Maradi in Niger.

## Verlauf und Charakteristik
Die N18 ist insgesamt 54,4 Kilometer lang. Sie beginnt in der Regionalhauptstadt Maradi als Abzweigung von der N9. Danach zweigt rechts die Route 426 nach Sarkin Yamma ab. Die N18 führt über eine Brücke über das Trockental Goulbi de Maradi und erreicht das Dorf Soumarana. Im Dorf Guidan Daouda zweigt rechts die Landstraße RR4-002 nach Maraka ab. Nach den Dörfern Tsamey Kontamaoua und N’Yelwa erreicht die Nationalstraße das Dorf Angoual Roumdji, wo rechts die Route 425 nach Maraka abzweigt. Sie endet an der Staatsgrenze zu Nigeria.
Es handelt sich bei der N18 durchgehend um eine einfache Erdstraße.